# Pictoplasma
Pictoplasma ist ein nicht kommerzieller Verbund von Illustratoren, Grafikern und Designern, der sich künstlerisch reduzierten und abstrahierten Figurendarstellungen (contemporary character design and art) widmet. Er publiziert Bücher und Kurzfilme zum Thema Figurenentwicklung, veranstaltet Ausstellungen und Vorträge und richtet das jährlich stattfindende Pictoplasma International Animation Festival sowie die Pictoplasma Conference aus.

## Geschichte
Pictoplasma wurde 1999 in Berlin von Lars Denicke und Peter Thaler als Archivprojekt zur Dokumentation zeitgenössischer Entwicklungen der Figurengestaltung gegründet.
2004 wurde in Berlin die erste Pictoplasma-Konferenz ausgerichtet.

## Rezeption
Für die Frankfurter Allgemeine Zeitung schrieb Andreas Platthaus 2009 und 2012, Pictoplasma sei eines „der weltweit bedeutendsten Foren des Grafikdesigns“ und habe sich als „Agentur für die Förderung von Figurenentwicklung einen weltweiten Ruf erarbeitet“.

## Veröffentlichungen (Auswahl)
Erschienen unter Pictoplasma Publishing:
- Pictoplasma – characters in motion. 3 Bände:
  - Pictoplasma - characters in motion / 1. Berlin 2005, ISBN 978-3-9810458-0-2 (inkl. DVD-Video).
  - Pictoplasma - characters in motion / 2. Berlin 2007, ISBN 978-3-9810458-4-0 (inkl. DVD-Video).
  - Pictoplasma - characters in motion / 3. Berlin 2010, ISBN 978-3-9810458-9-5 (inkl. DVD-Video).
- Pictoplasma, the character encyclopaedia. Berlin 2006, ISBN 978-3-9810458-3-3.
- Pen to paper. Berlin 2010, ISBN 978-3-9810458-6-4.
- Pictoplasma – the character compendium. Berlin 2012, ISBN 978-3-942245-05-0.
- Pictoplasma – character portraits. Berlin 2014, ISBN 978-3-942245-06-7.